# Miep van Riessen
Maria Wilhelmina (Miep) van Riessen (Veenendaal, 30 november 1944 – Schagen, 14 juni 2015) was een Nederlandse kunstenaar.

## Levensloop
Miep van Riessen werd op 30 november 1944 geboren in Veenendaal. Na de Mulo in Utrecht volgde ze van 1962 tot 1967 een opleiding aan de Academie voor Kunst en Vormgeving in 's-Hertogenbosch, afdeling Monumentaal. Ze kreeg les van onder anderen Peter Roovers en Wim Strijbosch. Van 1980 tot 1986 maakte Miep van Riessen gebruik van de Beeldende Kunstenaars Regeling (BKR).

## Werk

### Monumenten
In 2008 voltooide ze De verdronkenen, een vijfluik met alle namen van de 1836 slachtoffers van de Watersnoodramp in 1953. Van elk slachtoffer van de Watersnoodramp van 1953 borduurde ze in alfabetische volgorde de familienaam met daarachter de voornamen en het geboortejaar. Op de achtergrond worden de Zeeuwse en Zuid-Hollandse eilanden zichtbaar. Dit werk, bestaande uit vijf langgerekte panelen, met een totale omvang van 1,34 bij 2,36 meter, hangt in het Watersnoodmuseum in Ouwerkerk. De Verdronkenen heeft ook een digitale plaats gekregen in het Nederlands Openluchtmuseum als onderdeel van de Canon van Nederland-tentoonstelling.

## Exposities
Werk van Miep van Riessen werd o.a. geëxposeerd in Museum Belvédère in Heerenveen. De Verdronkenen is eerder te zien geweest in Historisch Museum De Bevelanden in Goes.